# Stegastein

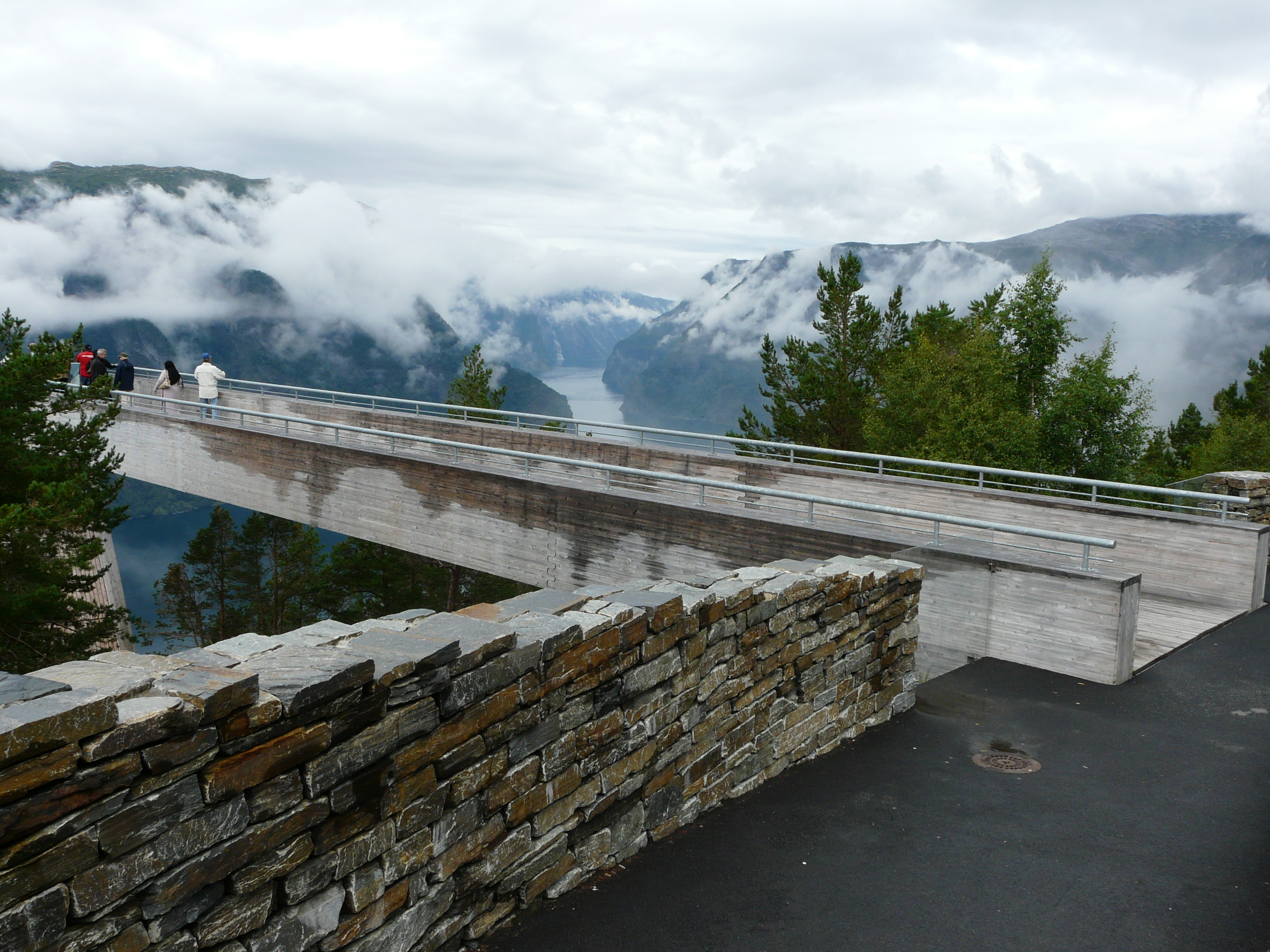
Stegastein

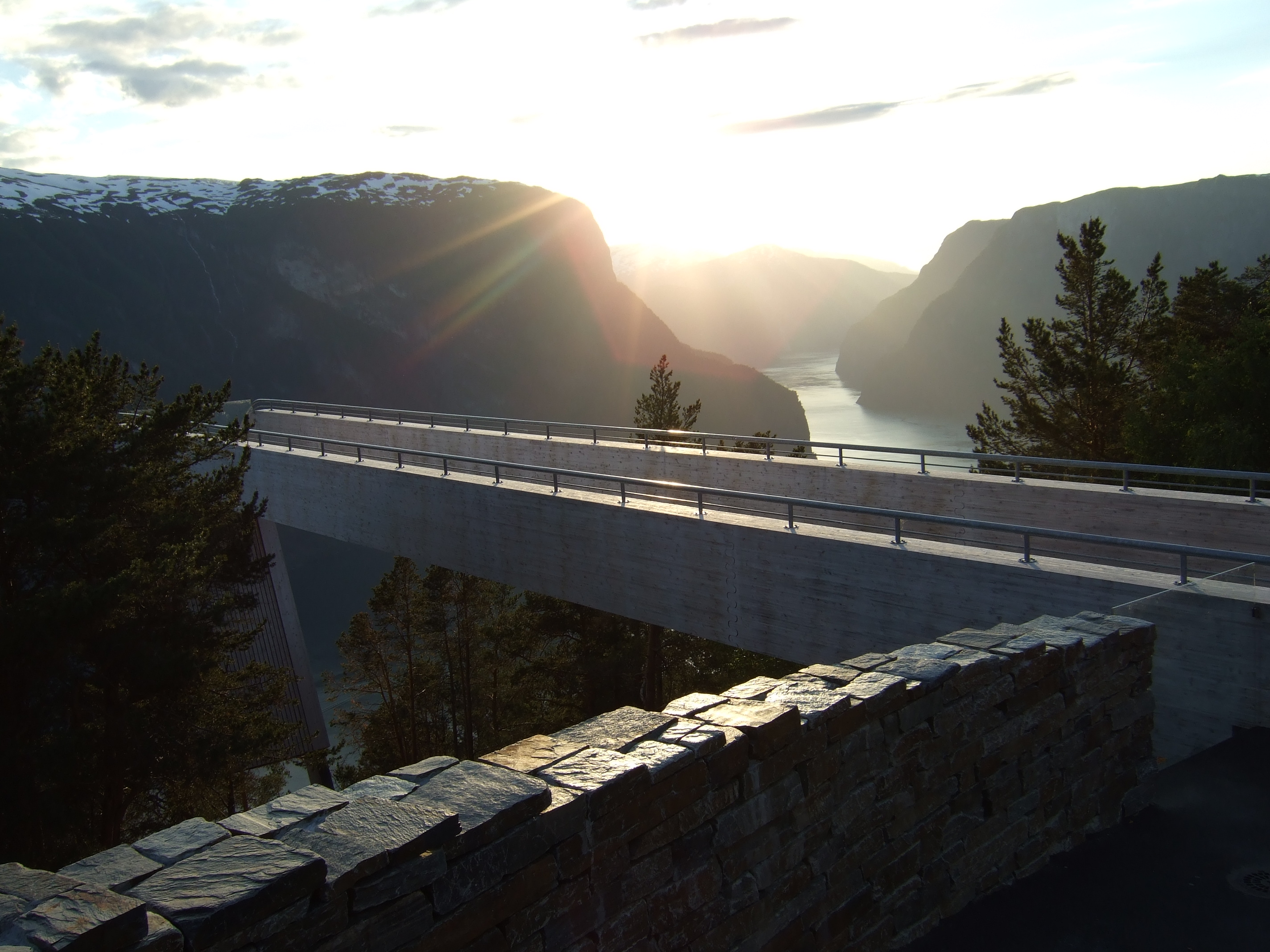
Stegastein

Stegastein is een uitkijkplaats in het westen van Noorwegen, gelegen aan de nationale toeristenweg Aurlandsfjellet, 6 km van het centrum van Aurland gelegen aan de RV 243 tussen Lærdal en Aurland.
Vanaf een parkeerplaats is een langwerpig platform van staal en larikshout gemaakt met uitzicht op het onderliggende Aurlandsfjord. Het geheel is 4 meter breed en 30 meter lang en ligt 640 meter boven de zeespiegel. Een dikke glazen plaat aan het einde van het platform verbetert de ervaring van het machtige landschap en geeft een uniek uitzicht op het fjord.
De opening vond plaats in juni 2006. Stegastein is het hele jaar geopend.